# Stalin (1992)
Stalin ist eine US-amerikanische Filmbiografie aus dem Jahr 1992. Der von HBO produzierte und von Ivan Passer inszenierte Fernsehfilm erzählt die Geschichte um Josef Stalins Aufstieg zur Macht bis zu seinem Tod und umfasst die Zeitspanne von 1917 bis 1953. Dank seines guten Rufes und der damals vorherrschenden Politik von Glasnost und Perestroika erreichte Produzent Mark Carliner, dass der Film als erster Spielfilm überhaupt eine Drehgenehmigung für den Moskauer Kreml erhielt. Obwohl der Film fast ausschließlich an Originalschauplätzen gedreht wurde und Carliner darauf Wert legte, dass der Film, nach der Überprüfung mehrerer Wissenschaftler und Historiker, „die Wahrheit widerspiegelt“, liegt der Fokus weniger auf dem historischen Kontext als auf Stalins Charakter. Das wurde von vielen Filmkritikern als Mangel angesehen, wobei sie gleichzeitig Robert Duvalls Darstellung lobten. Allerdings interpretierte Duvall Stalin auf seine eigene Weise, sodass der Film nicht die historische Wahrheit zeigt. Der Film hatte mehrere Filmpreisnominierungen, darunter drei Auszeichnungen bei den Golden Globe Awards 1993, wobei Duvall als Bester Hauptdarsteller einer Mini-Serie oder eines TV-Films seinen vierten Golden Globe erhielt. Eine deutschsprachige Veröffentlichung ist nicht bekannt.

## Handlung
Swetlana Iossifowna Allilujewa, Tochter Josef Stalins, erzählt, wie ihr Vater aus seinem sibirischen Exil geholt wurde, um erst im Ersten Weltkrieg und später gegen den Zaren zu kämpfen. Mit der Oktoberrevolution wird unter der Führung Lenins eine neue Regierung in Russland installiert. Für Stalins Aktivitäten wird ihm die junge Sekretärin Nadeschda Allilujewa zur Seite gestellt. Sie bewundert ihn und ist fest davon überzeugt, dass er eines Tages Russland verändern könne. Dabei verliebt sie sich in ihn und heiratet ihn, wobei sie seine charakterlichen Schwächen, wie etwa sein ausgeprägtes Misstrauen gegenüber anderen Menschen, übersieht. Stalin zeigt sich entschlossen und rücksichtslos. So lässt er mehrere Offiziere hinrichten, worüber sich Leo Trotzki bei Lenin beschwert. Zum Missfallen des intellektuellen Trotzkis wird Stalin von Lenin in Schutz genommen. Es entwickelt sich zwischen ihm und Stalin ein Machtkampf um Lenins Erbe. Als Lenin einen Schlaganfall erleidet, nutzt Stalin jede Möglichkeit, um Trotzki auszuschließen und sich als Nachfolger in Stellung zu bringen. Er umgibt sich mit loyalen Weggefährten, wie Grigori Sinowjew und Lew Kamenew, sodass er sich nach Lenins Tod über dessen Testament, Trotzki als dessen Nachfolger zu installieren, hinwegsetzen kann und neuer Herrscher der Sowjetunion wird. Als eine seiner ersten Handlungen lässt er seine Kritiker entweder töten oder ins Exil schicken. Trotzki wird in die Türkei ausgewiesen.
Anschließend beginnt Stalin mit der Entkulakisierung, wobei er sich mit militärischer Hilfe gegen alle Widerstände durchsetzt und ihm jedes Opfer, das die Bauern, etwa 80 Prozent der Bevölkerung, bringen müssen, recht ist. Er fordert von ihnen Gehorsam und droht mit harten Strafen. Nadeschda sieht bei ihrer Zugreise durch das Land die Erschießung oder Deportierung von immer mehr Bauern, sodass sie ihrem Mann bei einer ausgelassenen Feier die Stirn bietet. Doch Stalin lässt sich von seiner lauten Ehefrau nichts sagen und steckt ihr nur eine brennende Zigarre unter ihr Kleid. Gedemütigt von ihm verlässt sie die Feier und überlegt, da es in ihrer Ehe bereits seit langem kriselt, ob sie ihn verlassen soll. Da eine Trennung nicht im Sinne von Nadeschas Eltern ist und Stalin sich gegen Nadeschda immer rücksichtsloser verhält, sieht sie keinen anderen Ausweg als Suizid. Dieser Verlust lässt Stalin kalt. Vielmehr treibt er die Industrialisierung der Sowjetunion mit immer neuen Großprojekten voran, um Russland zu einer Weltmacht auszubauen.
Allerdings bereitet ihm Leningrad Probleme. Nach der Veröffentlichung von Lenins politischem Testament begann sich Widerstand in der Stadt gegen Stalin aufzubauen. Er schickt Sergei Mironowitsch Kirow dorthin, um wieder die nötige Loyalität herzustellen. Aber Kirow wird schnell beliebt und zur neuen Leningrader Hoffnung, weswegen Stalin in ihm einen Konkurrenten sieht, der ausgeschaltet werden muss. Nach dem erfolgreichen Attentat nutzt er die Schauprozesse, um eine angebliche Verschwörung zu inszenieren. Er lässt viele seiner Kritiker und Oppositionellen ermorden. Doch kaum sind die Säuberungen vorbei, sieht er erneute Verschwörungen und Konkurrenten, die er ausspionieren und töten lässt, womöglich auch Trotzki.
Als Adolf Hitler den Anschluss Österreichs vollzieht, kommt es auf Stalins Initiative zum Deutsch-sowjetischen Nichtangriffspakt. Hitler hält sich aber nicht lange daran und startet im Juni 1941 den Russlandfeldzug. Nachdem Stalin den Schock verdaut hat, bereitet er die Gegenoffensive vor. Während des Krieges wird sein Sohn aus erster Ehe, der Artillerieoffizier Jakow Dschugaschwili, von Deutschen gefangen genommen. Stalin lehnt allerdings einen Gefangenenaustausch mit dem Generalfeldmarschall Friedrich Paulus ab. Nach dem Sieg über Deutschland zieht sich Stalin immer mehr aus der Öffentlichkeit zurück und sieht fortan nur noch Verschwörungen. Bis zu seinem Lebensende macht er sich Gedanken über Russlands Zukunft. Sein einziges Bedauern liegt im Selbstmord Nadeschdas. Als er stirbt, wird Nikita Chruschtschow sein Nachfolger. Da dieser in Stalin den Schuldigen für alle russischen Gräueltaten erkennt, beginnt er mit der Entstalinisierung.

## Hintergrund

### Entstehung
Die Idee eines Films über Stalin entstand mit der Ausstrahlung des von Carliner produzierten Fernsehfilms Inferno auf Rampe 7. Die Ausstrahlung auf ABC wurde zufälligerweise von einer offiziellen russischen Delegation während ihres USA-Aufenthalts gesehen. Da sie von der anti-nuklearen Thematik begeistert war, lud sie Carliner zu mehreren Seminaren und Vorführungen nach Russland ein. Während er das Land schließlich besuchte, wurde der Film im russischen Fernsehen übertragen und wohlwollend aufgenommen. Das ermöglichte Carliner später, Drehgenehmigungen für Originalschauplätze zu erhalten.
Carliner studierte einst Russische Geschichte an der Princeton University, weswegen die Idee nahe lag, einen Film über Stalin zu drehen. Er stellte das Projekt ABC vor und wurde mit der Begründung, dass es „zu teuer und zu riskant“ sei, abgelehnt. Erst der Vorsitzende des Kabelsenders HBO, Michael Fuchs, sagte zu, das Projekt zu übernehmen. Er selbst habe schon seit Jahren mit dem Gedanken gespielt, einen Stalinfilm zu verwirklichen. Anschließend brauchte es zwei weitere Jahre und die Hilfe von russischen Beamten, die sich mit Stalins Zeit beschäftigten und den Zugang zu Archiven und historischen Aufnahmen ermöglichten.
Im Juli 1991 wurde das Projekt als „erste ehrliche, ganz persönliche Abrechnung mit über den umstrittenen, diktatorischen Paten der Sowjetunion“ vorgestellt. Dabei betonte Carliner, dass es sich nicht nur um eine historische Biografie, sondern auch um einen Gangsterfilm handeln werde. Laut unterschiedlichen Angaben wurde dafür ein Produktionsbudget zwischen 9,5 Mio. und 10 Mio. US-Dollar bereitgestellt.

### Besetzung
Obwohl, laut Carliner, Al Pacino sein Interesse für die Hauptrolle bekundet haben soll, wurde Robert Duvall für die Rolle des Stalin besetzt. Duvall hatte bereits drei Monate zuvor das Angebot, in Andrei Sergejewitsch Michalkow-Kontschalowskis Spielfilm Der innere Kreis Stalin zu spielen, abgelehnt, was an den unterschiedlichen Gehaltsvorstellungen gelegen haben soll. Duvall selbst war aber auch nicht die erste Wahl, da er von seiner Konstitution her eher Lenin ähnelte.
Duvall wollte unbedingt den Tschechen Ivan Passer als Regisseur haben, weil er wusste, dass Passer den Schauspielern viel Freiraum ließ, um ihre Figuren zu gestalten. Obwohl den Produzenten das nicht gefiel, wurde Passer für das Projekt erst sehr spät eingestellt. Da Passer während des Prager Frühlings aus seinem Heimatland flüchtete, hatte er eine spezielle Beziehung zum Projekt.

### Make-up
Um Duvall an Stalin anzugleichen, wurde der Make-up-Spezialist und Oscarpreisträger Stephan Dupuis engagiert. Er sah sich der Herausforderung gestellt, Duvalls blaue Augen, die tiefliegend sind und weich wirken, seine Glatze und die kleine Nase in Stalins grobes Gesicht, dunkle Haut und braune, leicht mongolische Augen zu verwandeln. Dazu studierte er Fotos von beiden, um die Unterschiede in den Gesichtskonturen festzustellen. Er fuhr zur Ranch von Duvall, fertigte dort einen Abdruck seines Gesichts an und stellte anschließend zu Hause daraus eine Tonmaske her. Unter der Beachtung der unterschiedlichen Hautpartien, der richtigen Farbe, Perücke, Nasenprothese und falschen Augenbrauen und Schnurrbart stellte er schließlich Duvalls Maske für Josef Stalin her. Endgültig fertiggestellt war die Maske erst eine Woche vor Drehbeginn. Dank eines mobilen Studios, das während der Dreharbeiten in Russland zum Einsatz kam, konnten allerdings beliebig viele Masken hergestellt werden.

### Vorproduktion
Am Vorabend des 18. August 1991 befanden sich Passer und Carliner in Moskau auf der Suche nach geeigneten Drehorten. Sie übernachteten im Hotel Oktyabrskaya, wie sich später herausstellte die Hauptzentrale der Opposition, die am nächsten Morgen den Augustputsch in Moskau einleitete. Als das Militär Stellung um den Kreml bezog, flohen sie augenblicklich aus Russland nach Budapest, aus Angst, für feindliche CIA-Agenten gehalten zu werden. In Budapest angekommen, glaubte Carliner, dass „zwei Jahre Arbeit, die Drehgenehmigungen zu erhalten, in Rauch aufgingen“ und der Film nicht gedreht werden könne. Passer schlug vor, den Film stattdessen in Budapest zu drehen. Am nächsten Tag rief Leonid Vereshchagin, damaliger Generalmanager des Produktionsunternehmens des russischen Autorenfilmers Nikita Michalkow, der wiederum Kulturberater der russischen Regierung war, an und meinte, dass der Putsch in etwa zehn Tagen beendet sei. Außerdem drängte er ihn, unbedingt in Russland zu drehen. Wohl wissend, welcher propagandistische Nutzen aus dem Film gegenüber oppositionellen Kritikern gezogen werden könne, sagte man den Filmemachern jede Unterstützung zu und lud sie drei Tage später, nachdem der Putschversuch beendet war, wieder nach Moskau ein. Mehrere Innenszenen wurden noch in Ungarn gedreht, bevor die komplette Filmcrew etwa einen Monat später wieder in Moskau war. Am 6. November kam Carliner mit Schell nach Russland.

### Drehbuch
Für die Überarbeitung des Drehbuches von Paul Monash engagierte Carliner 1991 den Drehbuchautor Paul Jarrico. Dieser war 1939 der Kommunistischen Partei der USA (CPUSA) beigetreten und stand wegen seiner politischen Verbindungen während der McCarthy-Ära auf der „Schwarzen Liste“. Dadurch erhoffte sich Carliner, dass Jarrico „einzigartige Verbindung zum Material“ hätte und „durch seine Überarbeitungen das Projekt profitieren“ würde. Es kam allerdings anders. Für seine Funktion als Script Doctor sollte Jarrico eine Vergütung von 30.000 US-Dollar für die Durchsicht sowie weitere 10.000 US-Dollar für die Überarbeitung erhalten.
Da Monashs Drehbuch einen Umfang von etwa vier Stunden Spieldauer hatte, strich er 26 Seiten aus dem Script, schrieb den Anfang um und veränderte grundlegend die Szene, in der die Befürchtung zur Ermordung Sergei Kirows zum Ausdruck gebracht wird. Er erweiterte Bucharins Rolle, sodass seine Rede gegen die erzwungene Kollektivierung verlängert und um einen Aufruf, zum Leninismus zurückzukehren, ergänzt wurde. Außerdem ergänzte er zwei Szenen, in denen Stalin mit Maxim Litwinow über den Nutzen eines Vertrages mit Deutschland diskutierte und Stalin in Anbetracht gesicherter Informationen, sich immer noch weigert zu verstehen, dass Deutschland ihn angreifen würde. Monash gefielen diese Änderungen nicht, weswegen er bei einem Treffen im September 1991 mit Jarrico meinte, dass HBO diese Änderungen ebenfalls nicht gefallen und ihm somit kein Geld schulde. Da er nach dem Abgabetermin drei Tage länger arbeiten musste und sich um 13.000 US-Dollar betrogen sah, schaltete Jarrico die Rechtsabteilung der Writers Guild of America ein, die einen Vergleich zwischen ihm und HBO vorschlug. Nachdem er 5.000 und 7.000 US-Dollar abgelehnt hatte, akzeptierte er das dritte Angebot von 8.000 US-Dollar sowie weitere Zahlungen in seine Renten- und Krankenkasse. Die Szenen Jarricos wurden zum Großteil wieder aus dem Drehbuch entfernt. Das vollständige Skript erhielten die Schauspieler erst zwei Wochen vor Drehbeginn.

### Figurenentwicklung

#### Robert Duvall als Josef Stalin
Bereits zu den Vorbereitungen von Michalkow-Kontschalowskis Der innere Kreis verweilte Duvall mit dem Regisseur in Russland, sodass er auf einige Erfahrungen und Aspekte zurückgreifen konnte. Er sah sich alte Archivaufnahmen an, las mehrere Bücher und sprach mit ehemaligen Wegbegleitern. Aber er musste feststellen, dass im Endeffekt niemand über Stalin Bescheid wusste. Er war sogar überrascht festzustellen, dass man „mehr über Hitler als über Stalin wusste.“ Da er nichts Brauchbares fand, was den Charakter Stalins darstellte, musste er diesen für sich selbst konstruieren. So begann er bei null und stellte sich anhand von eigenen Überlegungen die Figur zusammen. Allerdings sah er auch die Gefahr, dass er „keinen Zugang zur Figur bekommen und nicht mit ihr antizipieren“ könnte. Es sei schwer, Stalin „zu intellektualisieren“, weswegen Duvall nach „Widersprüchen in seinem Charakter“ suchte, „um ihm ein paar Aspekte abzugewinnen.“ Für ihn war Stalin nichts anderes als ein normaler Mensch, der „morgens aufsteht, sich die Socken und Schuhe anzieht, seine Zähne putzt und zur Arbeit geht.“ Und weil er sich nicht als „böse sah, konnte“ Duvall „ihn auch nicht als böse ansehen“. Also stellte er sich Stalin als eine Shakespeare-Figur vor, die „überall nur Täuschung, Anschläge und Treulosigkeit sah“. Duvall stellte sich vor, wie weit Stalin gehen würde, um in dieser Welt zu bestehen. Wie er „nachts Gift mischen würde“ und wie er „vor einem Spiegel üben würde, um abweisend, stoisch oder passiv zu wirken“. Er sah in Stalin einen Gangster und stellte den Vergleich an, dass es so sei, „als wäre Al Capone Präsident der Vereinigten Staaten geworden.“

„He ruined everyone around him: his wife, his daughter, his sons. I kept thinking, I can't just play this guy as a monster. I've got to find contradictions. It can't be an imitation. How do you play this guy? How do you play evil?“

„Er hat jeden um sich herum zugrunde gerichtet: seine Frau, seine Tochter, seine Söhne. Ich dachte mir, dass ich diesen Mann nicht einfach als Monster spielen könnte. Ich musste Gegensätze finden. Es kann keine Nachahmung sein. Wie spielt man diesen Mann? Wie spielt man das Böse?“

„You can't play evil, you can only play behavior. It wasn't Shakespeare. I had to play this gray quality. Stalin would stand in front of the mirror practicing that, studying to make himself more and more inscrutable. Where do you find pace and energy there? In newsreels, you see that Stalin wasn't the obvious thing, like Mussolini or Castro. You never saw home movies of him, like Hitler and Eva Braun. You never saw his friends. He was a hermetic guy. He wasn't flamboyant. But he had a hypnotic face, like Rasputin. I guess I had a lot of insecurity. I didn't know it at first, but I was fighting for my life.“

„Man kann das Böse nicht spielen, man kann nur Verhaltensweisen spielen. Es war nicht Shakespeare. Ich musste diese grauen Eigenschaften spielen. Stalin würde vor einem Spiegel stehend üben, wie er immer undurchschaubarer werden würde. Aber wo würde man dieses Tempo und diese Tatkraft finden? In Wochenschauaufnahmen sieht man, dass Stalin nicht so durchschaubar war, wie Mussolini oder Castro. Man sah nie Privatfilme von ihm zu Hause, wie bei Hitler und Eva Braun. Man sah niemals seine Freunde. Er war ein verschlossener Mann. Er war nicht auffallend. Aber er hatte ein hypnotisches Gesicht, wie Rasputin. Ich vermute, ich war sehr unsicher. Anfangs wusste ich es nicht, aber ich kämpfte um mein Leben.“

„One general told me Stalin had the ability to freeze his conscience. That was a key to this character. It gave me a hook. He was guiltless. He was like a crocodile. He ate his own. He was so complex and strange. How do you convey this? I went to work every day with fear and trembling.“

„Ein General erzählte mir, dass Stalin die Fähigkeit hatte, sein Gewissen zu blockieren. Das war der Schlüssel zu seinem Charakter. Das wurde mein Aufhänger. Er war schuldlos. Er war wie ein Krokodil. Er fraß seinesgleichen. Er war so vielschichtig und fremdartig. Aber wie vermittelt man das? Ich ging jeden Tag mit Furcht und Zittern zur Arbeit.“

Duvall traf sich mit mehreren Historikern, darunter auch dem Historiker und ehemaligen General Dmitri Antonowitsch Wolkogonow, der ihm mit der Aussage, dass Stalin ein „blockiertes Gewissen“ hätte, den Schlüssel für dessen Interpretation gab. Er sprach auch mit einem anderen Historiker, der eine Psychoanalyse Stalins versuchte. Dieser meinte, dass Stalin ein tiefes Bedürfnis für Feinde hatte und nur so grausam und schrecklich war, weil er von einem latenten Selbsthass besessen war. Mit Stalins ehemaligem verantwortlichen Bodyguard sprach er auch. Dieser zeigte ihm, wie Stalin lief und sprach, und er erfuhr, dass er ein sehr privater und geheimnisvoller Mensch war. Duvall erkannte für sich, dass Stalin für ihn ein seltsamer und vielschichtiger Mann war. Er war für ihn „ein Straßengangster mit Bauernschläue“, der auch noch „unberechenbar und verschlingend“ war. Daraufhin meinte Duvall, dass „Shakespeare über ihn geschrieben hätte, da er tief, dunkel und ruhig war.“
Zur Vorbereitung seiner Rolle übernachtete Duvall vier Tage in Stalins Datscha, um sich in die Figur hineinzufühlen. Da man weder „die Geschichte“ noch „die Zeit spielen“ könnte, versuchte er Stalin nur „von Moment zu Moment“ zu spielen, „ohne vorher zu wissen, wie das Ergebnis aussehen könnte.“ Obwohl er dabei anmerkte, einen interessanten Aspekt darin zu sehen, Geschichte aufzudecken, gab Duvall an, Stalin als Mensch nicht verstanden zu haben. Er kannte seine „dunklen, tiefen Geheimnisse nicht und was ihn zur Macht antrieb.“ Außerdem fragt er sich, ob er ihn überhaupt jemals verstehen könnte. Allerdings wurde Duvalls Leistung als seine „durchdachteste und wirksamste aller Rollen“ bezeichnet.

#### Julia Ormond als Nadeschda Allilujewa
Die britische Schauspielerin Julia Ormond stand vor dem gleichen Problem wie Duvall. Sie recherchierte, las mehrere Bücher und schaute sich alte Archivaufnahmen an, um den Charakter Allilujewas näher zu kommen. Aber bis auf das Buch Swetlana Allilujewa: 20 Briefe an einen Freund, von Nadeschdas Tochter Swetlana Allilujewa, fand sie nichts Brauchbares. Ihr selbst gefiel die Tatsache, dass sie mit Allilujewa eine Figur hatte, mit der sie einen Drang nach Freiheit spielen konnte. Von daher legte sie ihre Figur „als romantische Idealistin“ an, „die sich in den Helden Stalin verliebt“. Mit dem allmählichen Entdecken von Stalins Schwächen, dem Massenmord und der Grausamkeit, die im Land wüteten, sowie der Enttäuschung, dass Stalin ihre Hoffnungen zerstörte, sie ausgrenzte und das Gefühl gab, überflüssig zu sein, war die weitere Figurenentwicklung vorgezeichnet. Es war allerdings eine ältere russische Dame, die Ormond während der Dreharbeiten darauf aufmerksam machte, dass sie noch etwas apathischer spielen könnte, denn Allilujewa hätte auch einen psychischen Schaden dadurch erlitten, dass sie erkannt hatte, dass all ihre Ideale hinfällig wurden und sie somit ihr Leben umsonst gelebt hätte. Dadurch spielte Ormond, laut Kritikermeinung, „das vielleicht tragischste Opfer der Geschichte“. Ihre „sanfte, unschuldige und liebevolle“ Leistung wurde später, wie die von Duvall, gelobt. Alan Pergament, Filmkritiker der Buffalo News, verriss den Film, lobte jedoch ihr Spiel. Er meinte auch, dass es nach Nadeschdas Selbstmord keinen Grund mehr gab, den Film zu schauen, da Ormond als einzige Augenweide „den Film gestohlen“ habe.

#### Maximilian Schell als Lenin
Die Rolle des Lenin war nicht besonders umfangreich, da er bereits nach 35 Filmminuten stirbt. Dennoch war sie nicht weniger bedeutend. Maximilian Schell nutzte die wenige Zeit, die er auf der Leinwand zu sehen war, aus. Vor jeder Szene hatte er ein Tonbandgerät bei sich, um die Aufnahmen mit Lenins Stimme zu hören. Dabei ging es ihm weniger darum, „zu imitieren, als ihn zu fühlen.“ Das fiel Schell nicht leicht, da er eine gewisse Abneigung gegenüber Lenin empfand, „weil er vielen Menschen gestattete zu töten, da er glaubte, dass man Macht nicht ohne Terror haben könne.“ Dennoch spielte er diese Rolle und versuchte einen gewissen Kontrast an Körpersprache zu vermitteln. So konzentrierte er sich am Anfang des Films darauf, häufiger energisch die rechte Hand zum Einsatz zu bringen, um die spätere Gebrechlich- und Unbeweglichkeit Lenins nach seinem Schlaganfall zu verdeutlichen. Damit wirkte er so überzeugend, dass er mehrfach von Filmkritikern gelobt wurde, die meinten, dass „man erst sehr spät erkennt“, dass hinter der Maske „Maximilian Schell ist.“ Außerdem wurde er für einen Emmy nominiert und erhielt seinen ersten CableACE Award sowie seinen zweiten Golden Globe, in der Kategorie Bester Nebendarsteller – Serie, Mini-Serie oder TV-Film.

### Dreharbeiten

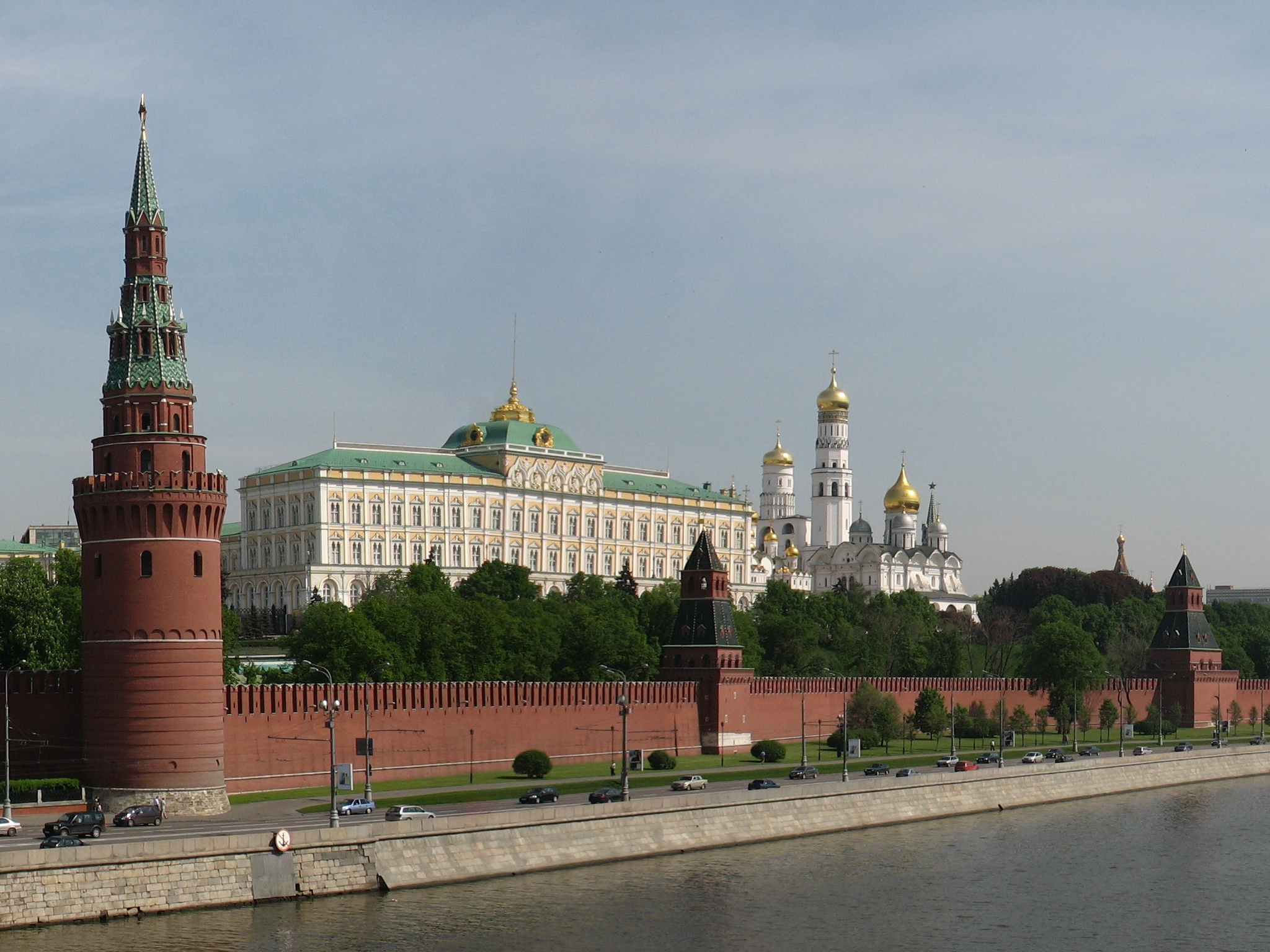
Erstmals wurde für einen Spielfilm eine Dreherlaubnis im Moskauer Kreml erteilt.

Im Oktober 1991 begannen die Dreharbeiten. Gedreht wurde in Russland ausschließlich an Originalschauplätzen, darunter in Kunzewo, in Gefängnissen, dem Kiewer Bahnhof und, zum ersten Mal überhaupt, auch im Moskauer Kreml. Während der Dreharbeiten im russischen Weißen Haus wurden die Regierungsarbeiten nicht eingestellt, sodass parallel zur Filmcrew Michail Gorbatschow nur eine Etage tiefer den Regierungsangelegenheiten nachging.
Freunde Carliners, die bereits in Russland gedreht hatten, warnten ihn vor schwierigen und manchmal auch ungewöhnlichen Herausforderungen. So kam es während der veranschlagten siebenwöchigen Drehzeit immer wieder zu kleineren Problemen. Statisten traten in den Streik, da sie eine höhere Entlohnung forderten. Lokführer waren bereits um acht Uhr morgens betrunken, sodass sie ihre Signale nicht einhalten konnten. Selbst einfache Szenen, wie die Jagd nach dem Hasen in Sibirien, mussten unterbrochen werden, da man darauf aufmerksam gemacht wurde, dass man in einem Nationalpark drehe, wo dies verboten sei. Der damalige Leiter des Lenin-Mausoleums, Alexander Schefow, war ein konservativer Hardliner, weswegen er die Produktion nicht nur kritisierte, sondern auch verzögerte. Der KGB zeigte sich auch wenig kooperativ. So musste beispielsweise das Filmteam, bestehend aus 25 Mitgliedern und der dazugehörigen Ausrüstung, über sieben Stunden lang warten, bevor es die Sicherheitsprüfung für den Kreml passieren konnte, um auf das Gelände zu dürfen. Schließlich konnte man die Stromversorgung des Kremls nicht für die Beleuchtung nutzen, da der KGB meinte, dass dies die Technik der eigenen Geräte stören würde, weswegen man vier bis fünf Stunden brauchte, um herauszufinden, wie man nicht die Stromversorgung des Kremls überlastet. Einen Stromausfall gab es in Stalins Datscha, nachdem die finale Sterbeszene gerade abgedreht wurde. Es ging auch schon mal ein ganzer Drehtag verloren, weil Statisten nicht da waren. So sollte Stalins Dankesrede über den Sieg im Zweiten Weltkrieg im Kreml-Saal gedreht werden. Morgens um acht war der Drehplan angesetzt, aber die Statisten fehlten, da sie noch zehn Kilometer weiter bei der Maske waren. Nach über acht Stunden konnten Pendelbusse bereitgestellt werden, die über 500 Statisten zum Drehort brachten. Da diese aber hungrig waren und nicht auf die Anweisungen des Regisseurs achteten, aßen sie das ganze Buffet auf, bevor gedreht worden war, sodass im Film keine Szene beim Essen mehr enthalten ist. Ormond, die zwischenzeitlich im Hotel für eine Prostituierte gehalten wurde, weil sie als Frau alleine in der Lobby wartete, meinte dazu, man beginne „zu glauben, dass das alles keine Zufälle sein können und gezielte Versuche waren“, den Film zu sabotieren.
Allerdings konnte Zeit wieder eingespart werden, denn Duvall, der die ganze Zeit über im Moskauer Savoy Hotel wohnte, musste mit Beginn der Dreharbeiten täglich über vier Stunden in die Maske, um sich von zwei Make-up-Spezialisten in Stalin verwandeln zu lassen. Die Prozedur konnte im Laufe der Dreharbeiten allerdings auf etwa 75 Minuten reduziert werden. Insgesamt wurde der Film in neun Sechs-Tage-Wochen abgedreht. Am 21. Dezember 1991, vier Stunden nachdem die Sowjetunion sich aufgelöst hatte, wurde die letzte Szene in Stalins Datsche gedreht.
Um die Wirkung ihrer Masken zu testen, gingen Maximilian Schell und Duvall als Lenin und Stalin verkleidet unter die Leute. Während Schell, der unter anderem verkleidet das Moskauer Warenhaus GUM besuchte, häufig ignoriert wurde, erfuhr Duvall als Stalin häufig nur Ablehnung und Missachtung.

## Rezeption

### Premiere in Russland
Aufgrund des Putschversuches bat Boris Nikolajewitsch Jelzin die Filmemacher den Film vor der US-amerikanischen Fernsehausstrahlung am 21. November 1992 bereits am 7. November 1992 im Kino des DOM Kulturzentrums in Moskau aufführen zu lassen. Das Datum wurde bewusst gewählt, da es sich um den 75. Jahrestag der Oktoberrevolution handelte. Bereits vor der Premiere wurden vereinzelt Szenen im russischen Fernsehen gezeigt, sodass Nikolai Pawlow, Mitglied des oppositionellen Führungsgremium der Front der Nationalen Rettung, den Film stark kritisierte, da er alles „zu sehr vereinfache“ und von Stalin nichts weiter übrig bliebe als ein „ausschweifender Sadist und Henker, der nach Macht giert.“ Jelzin ließ sich davon nicht beirren und forderte, dass der Film von 1000 Prominenten und Führungsmitgliedern der russischen Regierung gesehen wird. Er selbst blieb genauso wie Gorbatschow der Premiere fern. Allerdings erschienen Vizepräsident Alexander Ruzkoi und der ehemalige sowjetische US-Botschafter Anatoli Dobrynin.
Zu Beginn der Veranstaltung erklärte der russische Historiker und Stalin-Biograph Dmitri Wolkogonow den Film und verwies sowohl auf den historischen Kontext und darauf, dass es sich bei dem Film lediglich um „eine amerikanische Sicht auf Stalin“ handele. Der Film begann mit einem Lachen, als die Zuschauer die Anfangsszene sahen, bei der Stalin angeblich in Sibirien dargestellt wurde, wobei ortskundige Moskauer sofort einen Vorort Moskaus ausmachten. Mit dem Fortschreiten des Films und der Erkenntnis, dass die Verbrechen Stalins größtenteils ausgespart werden, setzte ein Murren im Publikum ein, sodass der Film mit einem „oberflächlichen Klatschen“ endete.
Gefragt nach der eigenen Meinung über den Film, antworteten die Menschen, je nachdem, ob sie mit Stalin sympathisierten oder ihn für einen Verbrecher hielten unterschiedlich. Russische Politiker sahen in dem Film eher einen „Politthriller, der Stalin auf einen Gangster und Henker reduziert.“ Viele Zuschauer meinten, dass man sich weniger mit Stalins Leben hätte aufhalten sollen und sich mehr auf seine Verbrechen konzentrieren müssen. Rada Adzhubei, Tochter Nikita Chruschtschows, fand es „gut, dass solche Filme gezeigt werden“ und sah ihn „mit Vergnügen“. Ein hoher Berater Ruzkois meinte, dass der Film als „nützlich für die Amerikaner, nutzlos für Russen“ angesehen wird. Einige meinten, der Film sei eine „Farce, eine Fälschung […], amerikanische Propaganda, um das Land zu zerreißen“, andere wiederum kritisierten, dass Stalin romantisiert werde. Er sei ihnen zu „warm und weich“ gewesen, um all jenen Schrecken gerecht zu werden, die er zu verantworten hatte. Für andere wiederum, war der Film „künstlich und primitiv“, da er die Zeit nicht eingefangen hätte. Da man auch „zu viel über Stalins Exzesse weiß, wirke“ der Filme „wie eine Parodie“. Insgesamt wurde konstatiert, dass man „keinen guten Film über Stalin oder Hitler“ machen könnte, denn „egal, was man im Film auch mache“, man könne nie der „Realität gerecht werden.“ Zufrieden waren allerdings fast alle mit Duvalls Darstellung und den beeindruckenden Originalschauplätzen.
Duvall, der normalerweise mit einem leichten Südstaatenakzent spricht, meinte vor der Premiere, dass seine Interpretation eines georgischen Akzents wohl für „jede Menge Stirnrunzeln bei der Premiere“ sorgen wird. Nach der Premiere boten russische Filmproduzenten Duvall an, in weiteren möglichen russischen Verfilmungen über Lenin und Trotzki mitzuspielen. Duvall lehnte ab.

### US-amerikanische Kritik
Die Kritik erkannte die Mühen um den Film sowie das hohe Produktionsbudget an. Bei diesem „anspruchsvollen Epos“, welches „reich an Szenen, die treffend geschrieben und scharf gespielt, sind, und als Lehrbuchbeispiele dienen könnten, wie ein Drama zu sein hat“, werden neue „beeindruckende Aspekte“ und „kraftvolle Szenen“ offenbart. Vilmos Zsigmonds Kameraarbeit wurde ebenfalls besonders hervorgehoben. Er passe seine Farbgestaltung den Lebensgefühlen der Figuren an und zeige anfangs ein farbenfrohes Bild, das die „sehr glücklichen und optimistischen“ Hoffnungen nach der Revolution verdeutlichen sollen. Allerdings nimmt die Farbwahl mit Fortschreiten des Films immer mehr ab, sodass am Ende nur noch schwarz und weiß übrig bleibt. Dies wurde als „aufwendig“ und „wunderschön gefilmt“ sowie „prachtvoll inszeniert“ anerkannt. Das läge vor allen Dingen an den Außenaufnahmen, die dem Film eine „Optik, Fülle, Unberechenbarkeit“ und „Gefühl von Authentizität“ bieten. Hinzu kommt dabei noch die „turbulente Komposition“ Syrewiczs, die „teilweise überwältigend“ ist.
Ein weiterer Kritikpunkt an Stalin war das Spiel Robert Duvalls. Obwohl eine ganze Bandbreite an unterschiedlichen Situationen, wie Singen, Tanzen, Späße treiben, gezeigt wurde, meinten einige, dass Duvall „unter der Maske unsichtbar“ bleibe. Dabei gingen die Meinungen auseinander, ob Duvalls „Spiel durch die Maske behindert“ werde, da er „nur seine Augen bewegen“ könne, oder ob trotz des „ausdruckslosen Gesichtes“ und seines „geheimnisvollen und unergründlichen“ Schauspiels „niemand je Stalin überzeugender und eindringlicher dargestellt hat als Duvall.“ Insbesondere die Maske schien sich auf das Schauspiel auszuwirken, denn es gäbe „keine spontanen Aktionen“, da alles „konserviert wirkt“ und aus jedem Moment der Heiterkeit eine Situation der Totenstille werden kann. Das könne Duvall nur dank seiner Maske, die auch eine „Illusion der Bedrohung“ schaffe. Für andere, wie etwa Scott Hettrick vom Sun-Sentinel, war diese Illusion allerdings nicht gegeben, denn er meinte, dass ein großes Problem des Films darin besteht, dass „sobald man Robert Duvall sieht, man Robert Duvall sieht. Aber wenn man Maximilian Schell sieht, sieht man Lenin und erkennt erst sehr spät, dass es Schell ist.“
Die Fokussierung auf Stalins Privatleben wurde von einigen als „größte Stärke und gleichzeitig wesentlichster Nachteil“ des Films betrachtet. Von nahezu allen Filmkritikern wurde der „fehlende historische Kontext“ als größter Kritikpunkt aufgegriffen. Es sei zwar nicht möglich, dass man Stalins Geschichte in einem dreistündigen Film präsentieren könnte, wofür eine „lange Miniserie, um Stalin in seiner Gänze zu erfassen“ nötig wäre, aber ein großes Problem sei, dass der Film die Fragen, die er aufwirft, nicht beantwortet, sodass der Zuschauer nicht weiß, ob Stalin ein „Gangster war, der nur Glück hatte? Ein Soziopath? Eine Art böses Genie? Ein fehlerhafter Visionär.“ So war der Film für John Leonard vom New-York-Magazine, nicht mehr als eine Forsyte Saga, da es wichtiger schien zu zeigen, wie „Stalin eine brennende Zigarre unter das Kleid von Nadya steckt und wie gemein er zu seinen Kindern aus beiden Ehen ist“, als die Ideengeschichte und historischen Fakten zu erläutern.

### Pressestimmen
Obwohl es sich um ein „ehrgeiziges und großartig aufwendiges Projekt“ handelt, fragte sich John J. O’Connor von der New York Times, was wohl „schiefgelaufen sein könnte“. Er führte es auf den Produktionsprozess zurück, denn der Film sei nicht nur „oberflächlich“, sondern auch „allzu oft diplomatisch“, um auf dem Weltmarkt, insbesondere in Russland, bestehen zu können. Allerdings lobte er Duvall, der „verpackt unter Acryl-Make-up“ und „gefangen in einer unerbittlich bösen Rolle zwischen Dem Paten und Potemkin […] versuche, Stalin menschlich wirken zu lassen“.
Dank der „eindrucksvollen Regie“ Passers und des hervorragenden Spiels Duvalls, der „wegen des Make-ups seine Essenz über die kluge Körpersprache vermitteln muss“, könne der Film, laut Tony Scott vom Variety-Magazin, sich voll und ganz auf Stalins „Rücksichtslosigkeit, seine Manipulationen und seine Missachtung für Freundschaft“ konzentrieren. Allerdings lasse er dadurch den historischen Kontext außer Acht, wodurch der Versuch, den georgischen Despoten verstehen zu wollen, „gescheitert ist“.
In der Chicago Sun-Times meinte Lon Grahnke, dass es sich bei dem Film einerseits um ein „anspruchsvolles Epos“ handelt und andererseits um einen „düsteren und oft deprimierenden Film, der den Aufstieg eines Mörders zur absoluten Macht nachzeichnet“. Er lobte Duvall, der darum kämpft, einen „Funken Menschlichkeit in einer kaltblütigen Kreatur“ zu finden und trotz seines vergleichbaren „teilnahmslosen Spiels“ immer noch „interessanter sei als seine“ Schauspielkollegen. Außerdem meinte er, dass Passer und Zsigmond in „ihren dunklen Bildern ihre slawischen Empfindlichkeiten und schmerzlichen Erinnerungen ihrer Jugend in Osteuropa widerspiegeln“. Aber er kritisierte auch, dass der Film zu viele historische Fakten biete und zu wenig die „psychologischen Motive“ ergründe.
Rick Kotag meinte im Chicago Tribune, dass der Film den historischen Fakten nicht gerecht werde und somit nicht Stalin und das „Monster im Menschen“ völlig präsentieren könne. Der Film „komprimiere alle Ereignisse und Personen, um ein intimeres und abschreckenderes Porträt“ zu sein. Aber da diese Herangehensweise holprig wirke, sei sie „fehlgeleitet und mäßig erfolgreich“. Vielmehr lobte er Duvalls „hypnotisierende Darstellung, voller körperlicher Bedrohung, die viele Probleme des Films überschattet“, und sah in Stalins Frau Nadeschda Allilujewa „das vielleicht tragischste Opfer der Geschichte“, da sie der einzige Mensch ist, dem er ergeben ist und Menschlichkeit zeigt. Doch wegen seiner „brutalen Natur und Rücksichtslosigkeit“ treibt er sie in den Selbstmord.
„Oberflächlich betrachtet ist es ein Qualitätsfilm. Aber unter der Oberfläche scheint es noch mehr Oberflächlichkeiten zu geben“, meinte Tom Shales in der Washington Post. Der Film biete „beeindruckende Aspekte“, „kraftvolle Szenen“ und sei mit seinem „tiefen satten Bild […] wunderschön von Zgismond gedreht“. Es sei sogar „ein überzeugendes, lebendiges Porträt von Paranoia, Amoralität und rüpelhafter roher Gewalt“, welches allerdings dank eines „fehlenden historischen Kontextes“, den man sich, laut Shales, mit seinen Konsequenzen und seiner Ideengeschichte selber denken muss, „zu einer Karikatur des Bösen“ verkommen.
„Der Film ist nur wegen Duvalls Schauspiel einen Blick wert“, kritisierte Fred Kaplan im Boston Globe, weil der Rest einfach nur „abgrundtief dumm“ und „trivial“ sei. Schließlich habe der Film nichts anderes zu sagen, als dass Stalin ein Monster war. Er kritisierte weiterhin, dass die „Geschichte fast vollständig als Palastintrige dargestellt“ werde, ohne auf die Hintergründe und Ursachen einzugehen. Er lobte zwar „Duvalls eindringliche Darbietung als sowjetischer Diktator“, aber bedauerte zugleich, dass das „Drehbuch so wenig hergibt“, womit Duvall hätte anspielen können. Der Film „wäre nur erträglicher“, wenn er seinem eigenen Anspruch gerecht würde, „eine überzeugende Anatomie des Bösen zu präsentieren“, aber selbst daran „scheitert er“.
David Zurawik kritisierte in der Baltimore Sun, dass „HBO seinen Josef Stalin irgendwo zwischen Drehbuch und Leinwand verloren hätte.“ Zwar sei der Film „aufwendig inszeniert“ und hätte „optisch einen Aufbau, Fülle und Unberechenbarkeit, die nur Außenaufnahmen bieten können. Aber Optik ist nicht alles.“ Insbesondere dann, wenn für die Charakterisierung Stalins, seiner Meinung nach, nur „wesentliche Küchenpsychologie benutzt wurde“, die dessen Innenleben viel zu einfach darstellen würde. Und selbst das Vorhandene könne nicht richtig präsentiert werden, weil Duvall durch seine Maske behindert wird und lediglich seine Augen bewegen könnte, was sein Spiel absolut bleiern aussehen lasse.
In der Wochenzeitschrift Entertainment Weekly meinte Michael Sauter, dass Duvall „als Genosse Stalin eine dominante Präsenz“ zeige, aber der Mensch dahinter „unter all den Tonnen von Make-up“ verborgen bleibe. Außerdem wunderte er sich, warum das „zweitgrößte Monster des Jahrhunderts“ so langweilig sei.

### Weitere Veröffentlichung
Nach seiner Weltpremiere am 7. November wurde der Film am 21. November 1992 in den USA auf dem Pay-TV-Sender HBO ausgestrahlt. Der Film erhielt eine spärliche internationale Verwertung, so wurde er unter anderem mit dem Titel Sztálin in Ungarn veröffentlicht. Es lassen sich keine Hinweise darauf finden, ob der Film in französischen oder in den deutschsprachigen Gebieten Deutschland, Österreich und der Schweiz veröffentlicht wurde. In den USA wurde der Film auf VHS und am 4. September 2012 auf DVD veröffentlicht. Auch in Spanien wurde der Film auf DVD veröffentlicht. Allerdings gibt es hier nur die Möglichkeit, zwischen kastilisch und englisch zu wählen.

### Auszeichnungen und Nominierungen
Der Film wurde für mehrere Filmpreise vorgeschlagen und ausgezeichnet. Darunter wurden besonders der Kameramann Vilmos Zsigmond und die Schauspieler Robert Duvall, Maximilian Schell und Joan Plowright bedacht.
Golden Globe Awards 1993
- Bester Hauptdarsteller – Mini-Serie oder TV-Film (Robert Duvall)
- Bester Nebendarsteller – Serie, Mini-Serie oder TV-Film (Maximilian Schell)
- Beste Nebendarstellerin – Serie, Mini-Serie oder TV-Film (Joan Plowright)
- eine weitere Nominierung als Beste Mini-Serie oder TV-Film

Emmy Award
- Bestes Produktionsdesign
- Beste Kamera
- Bester Fernsehfilm
- Beste Tonmischung
- weitere Nominierungen (Bestes Drehbuch, Bester Hauptdarsteller, Bester Nebendarsteller, Beste Nebendarstellerin, Bestes Make-up, Bester Tonschnitt)

CableACE Award
- Beste Kamera
- Beste Filmmusik
- Bester Nebendarsteller
- weitere Nominierungen (Bestes Produktionsdesign, Beste Kostüme, Beste Regie, Bester Film)

ASC Award
- Auszeichnung für die Beste Kamera eines Fernsehfilms